# کمدی سکسی نیمه‌شب تابستانی
کمدی سکسی نیمه‌شب تابستانی (انگلیسی: A Midsummer Night's Sex Comedy) فیلمی کمدی به کارگردانی وودی آلن است که در سال ۱۹۸۲ منتشر شد.

## خلاصه فیلم
یک مخترع حواس‌پرت و همسرش دو زوج دیگر را برای آخر هفته به خانه تابستانی خود در حومه شهر دعوت می‌کنند و…